# J. Arthur Bohlig
J. Arthur Bohlig, auch J. A. Bohlig bzw. Arthur Bohlig, (* 30. August 1879 in Dresden als Julius Oskar Arthur Bohlig; † 24. März 1975 in Eisenach) war ein deutscher Architekt.

## Leben

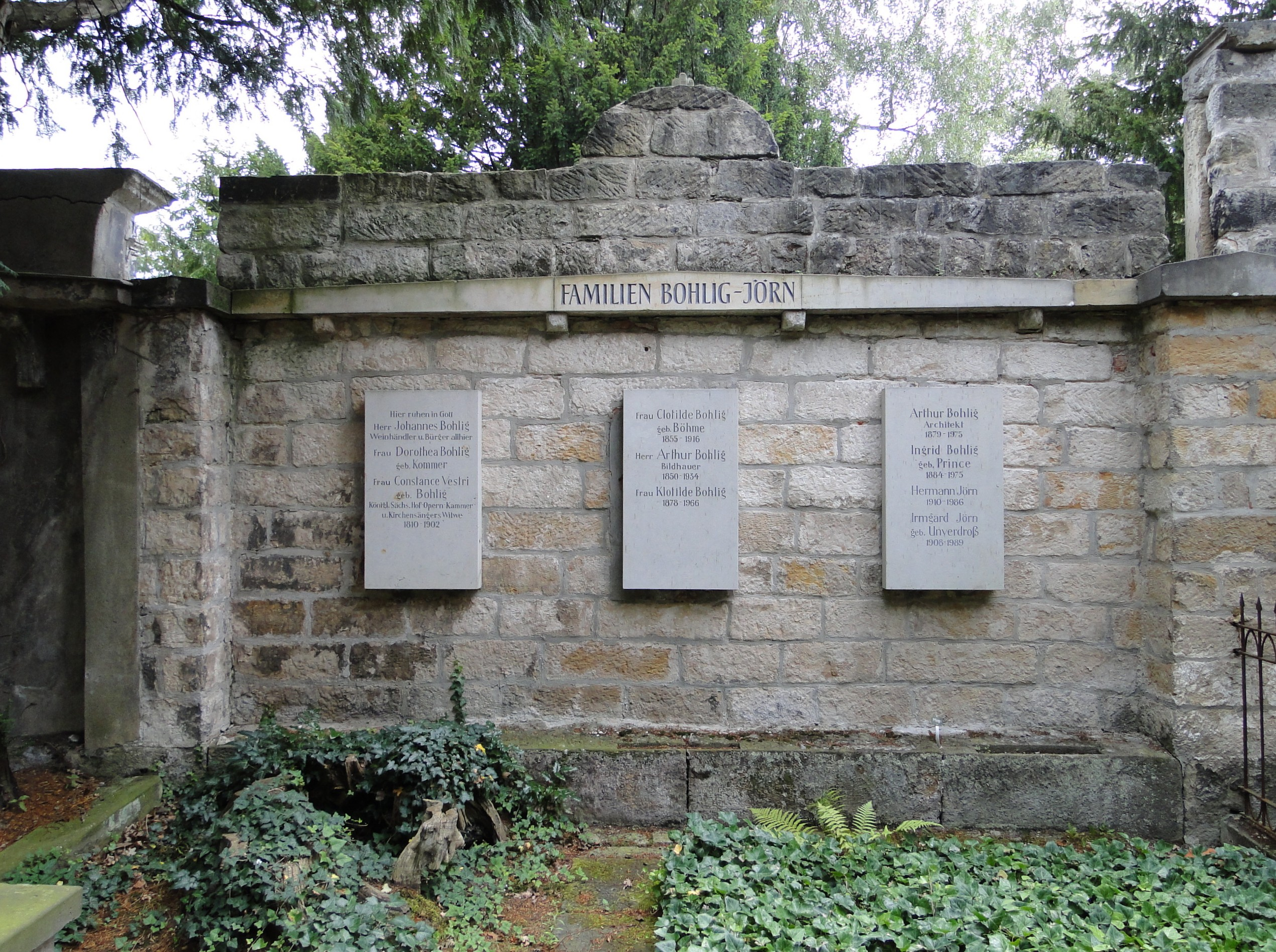
Grabstein der Familiengruft Bohlig-Jörn auf dem Trinitatisfriedhof in Dresden

Bohlig war ein Sohn des Bildhauers Arthur Bohlig (1850–1934) und dessen Ehefrau Clotilde Bohlig geb. Böhme (1855–1916). Er studierte an der Dresdner Kunstakademie als Schüler von Paul Wallot. 1902 wurde er Mitglied des Corps Lusatia Dresden. Bohlig arbeitete später freiberuflich als Architekt in Dresden, war Mitglied im Dresdener Architekten-Verein und wurde in den Bund Deutscher Architekten (BDA) berufen.
Bei seinen Wohnhäusern der 1910er Jahre entwickelte Bohlig seinen Entwurfsstil vom Späthistorismus in Richtung der Reformarchitektur weiter.
Die „markante Künstlerpersönlichkeit“ „prägte das neue architektonische Gesicht des alten Dresden“. Der auch als Schätzer, Berater in Honorarfragen und als gerichtlicher Baugutachter tätige Bohlig schuf in Sachsen neben diversen Siedlungen, Wohn-, Verwaltungs- und Industriegebäuden sowie Kirchen auch fünfzig Schulen.
Bohlig wurde auf dem Dresdner Trinitatisfriedhof in der Familiengrabstätte Bohlig-Jörn beerdigt.

## Bauten und Entwürfe
- 1906: Wettbewerbsentwurf für das Lößnitzgymnasium in Radebeul-Serkowitz, Steinbachstraße 21 (sog. Steinbachhaus des Lößnitzgymnasiums; eklektizistischer Stilmix aus Historismus – Neorenaissance, Neobarock mit Ornamentik im Neoempire – und Jugendstil; Ausführung durch die Bauunternehmung F. W. Eisold; unter Denkmalschutz)[8][9]
- 1908: Landhaus Prof. Mund in Oberwartha bei Dresden[10]
- 1910–1911: Entwurf für das Landhaus Richard Nitzschke in Naundorf, Mittlere Bergstraße 12 (Ausführung durch Alfred Große; unter Denkmalschutz)[9][11]
- 1910ff.: Landhaus des Barons von Gayl, Oberbärenburg[12]
- 1912: Entwurf für die Villa Hermann Metzke in Radebeul-Serkowitz, Straße des Friedens 55 (Ausführung durch Wilhelm Eisold; unter Denkmalschutz)[9]
- 1912–1913: Entwurf für das Landhaus Alban Mannschatz in Naundorf, Mittlere Bergstraße 14 (unter Denkmalschutz)[9]
- 1913–1914: Pestalozzi-Schule in Bautzen, Bahnhofstraße (heute Nebengebäude B des Schiller-Gymnasiums)[6][13][14][15]
- nach 1918: Umbau des Kaufhauses Herzfeld in Dresden, Altmarkt 16[16]
- um 1920: Dorfplatz mit Rathaus in Kirschau[7]
- 1920: Wettbewerbsentwurf für das Deutsche Hygiene-Museum in Dresden (nicht prämiert)[17]
- 1922–1923: Um- und Ausbau der Friedrich-Richard-Schule in Sehma
- 1922–1924: Evangelische Johanneskirche und Pfarrhaus in Kirschau (Zentralbau unter Nachwirkung des Jugendstils)[7]
- um 1924: Postamt in Kirschau[7]
- 1923–1924: Gerhart-Hauptmann-Schule in Sohland an der Spree (unter Denkmalschutz)[18]
- 1925–1926: Rathaus in Sohland an der Spree, Bahnhofstraße 26 (plastischer Schmuck 1926 von Bildhauer Georg Türke; unter Denkmalschutz)[18]
- 1927: Wohnhaus in Dresden-Räcknitz, Zeunerstraße 90 (unter Denkmalschutz)[19][20]
- 1939: „Versachlichungen“ an der Annenkirche in Dresden[21]
- 1950: Wiederherstellung der im Zweiten Weltkrieg stark beschädigten Annenkirche in Dresden (unter Denkmalschutz)[6][21][22]

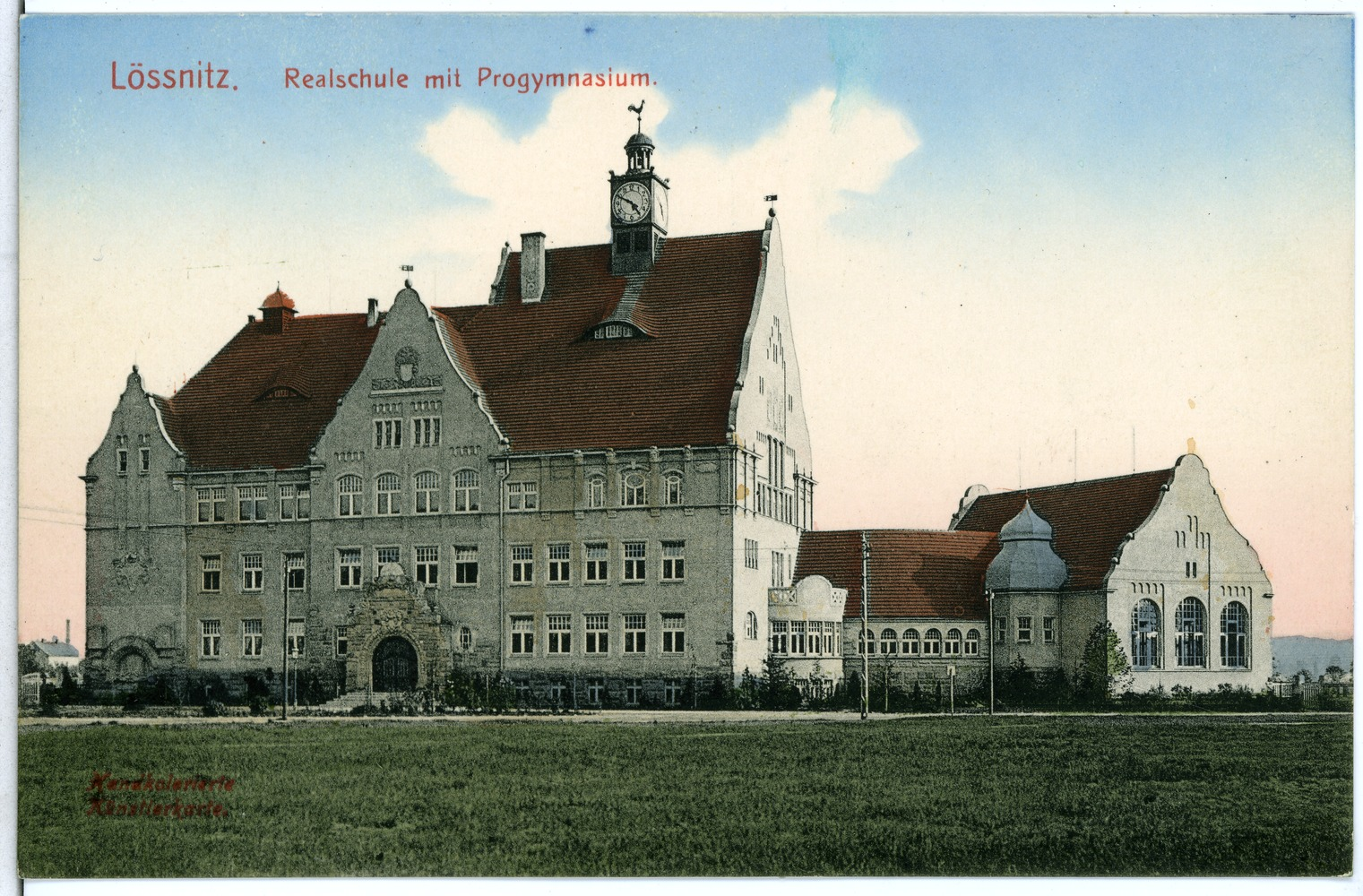
1906: Steinbachhaus des Lößnitzgymnasiums in Radebeul (Ansichtskarte 1910)
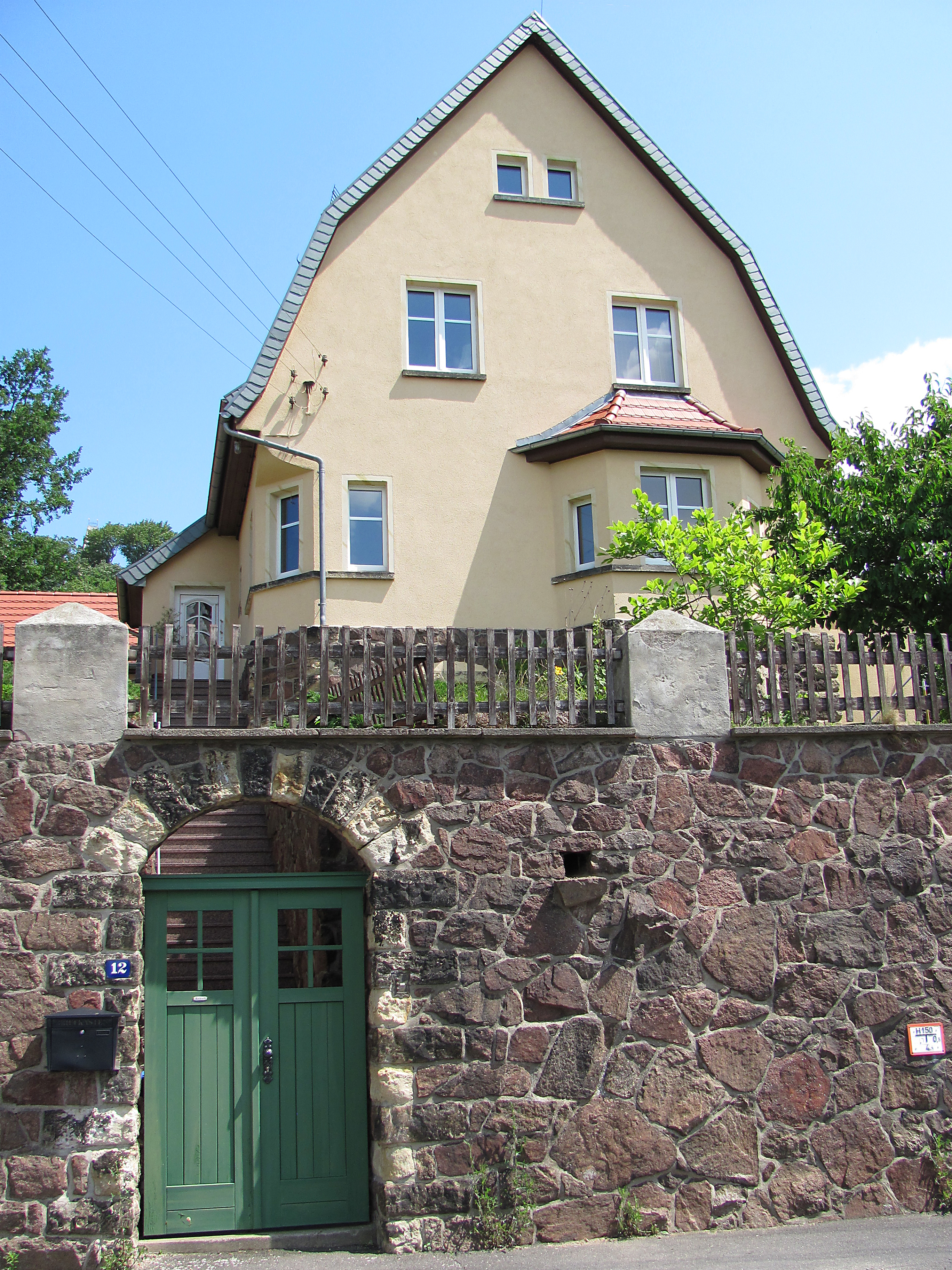
1910–1911: Landhaus Richard Nitzschke in Radebeul (2011)
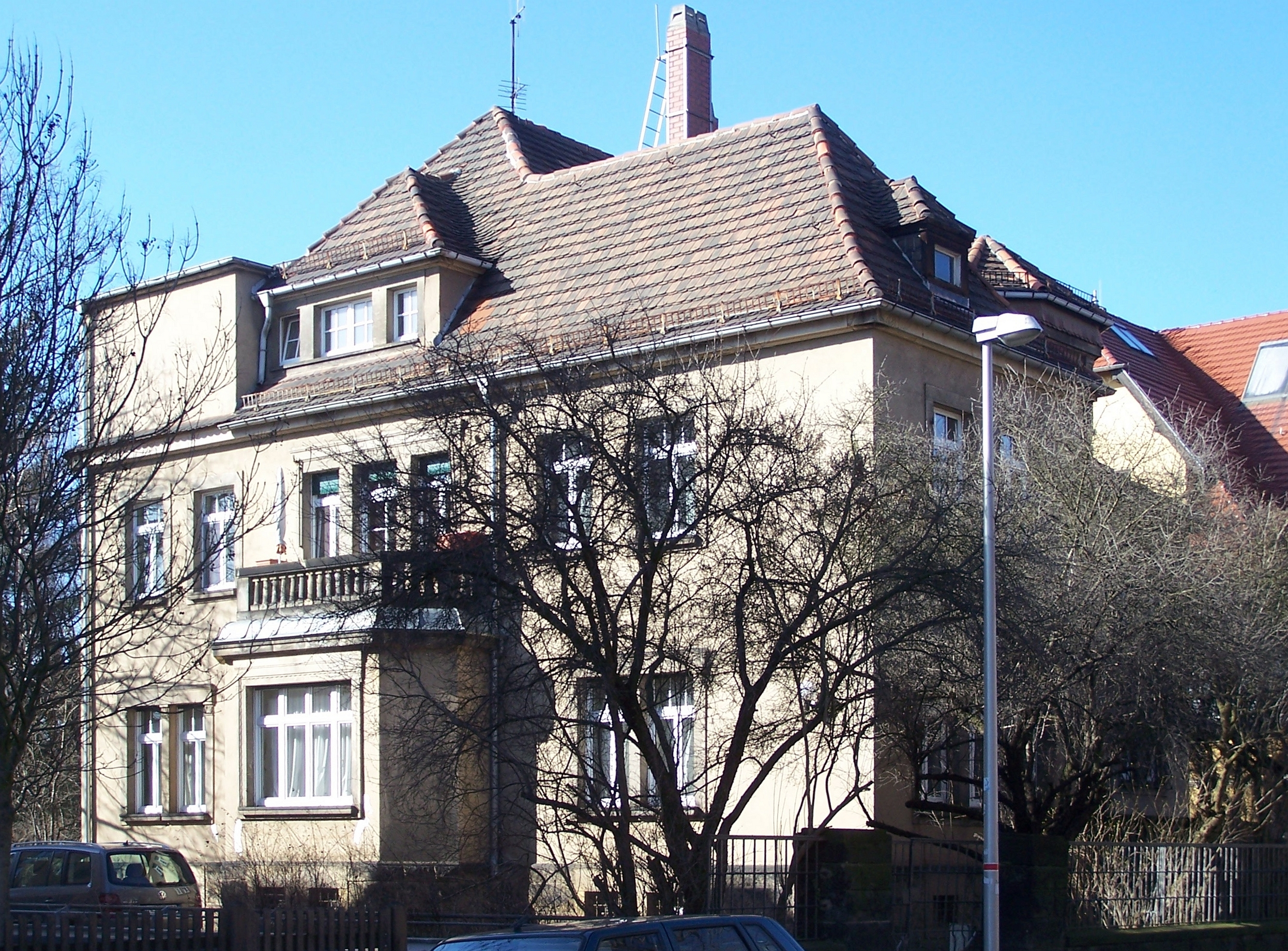
1912: Villa Hermann Metzke in Radebeul (2010)
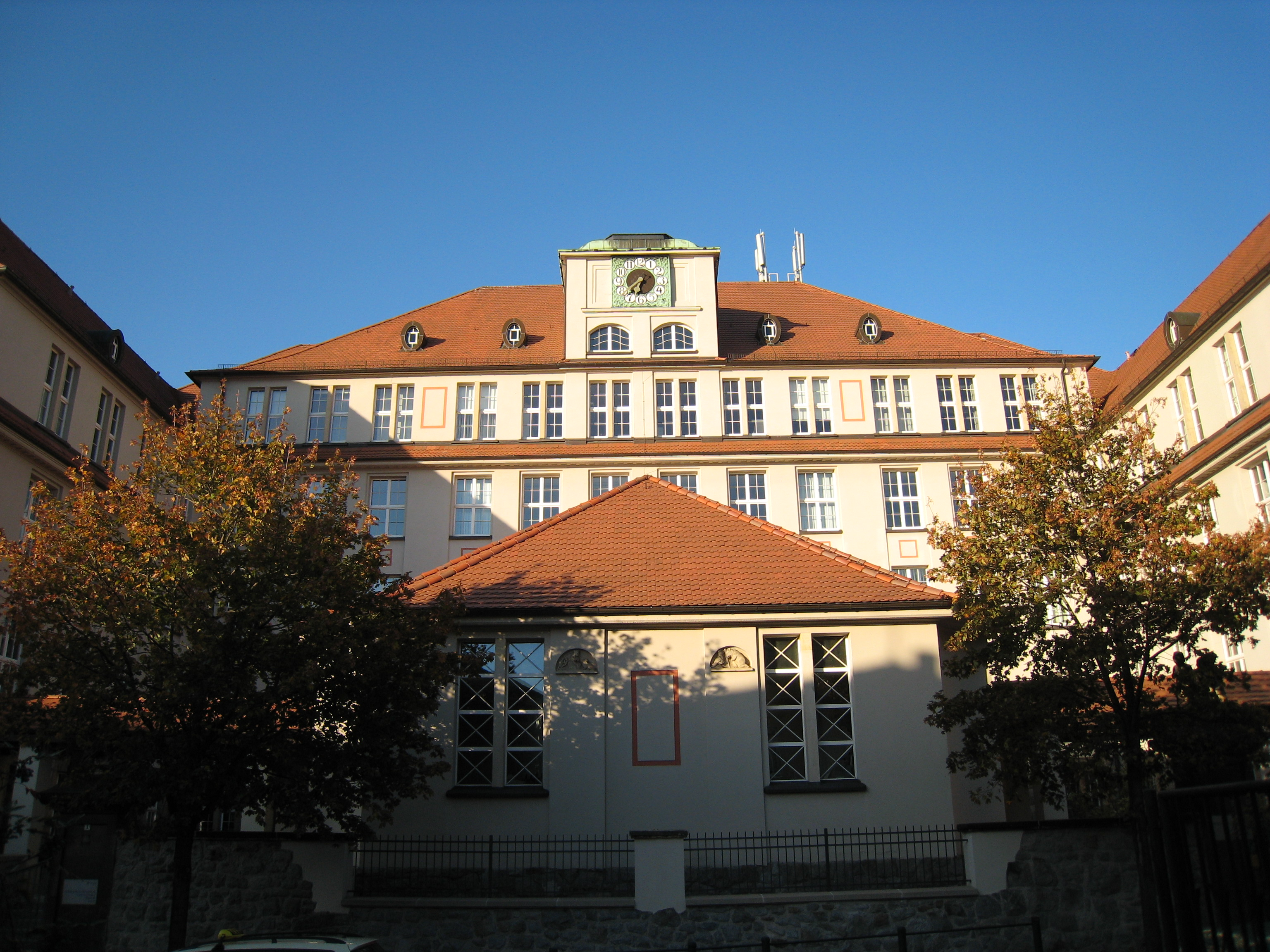
1913–1914: Innenhof der Pestalozzi-Schule in Bautzen (2007)
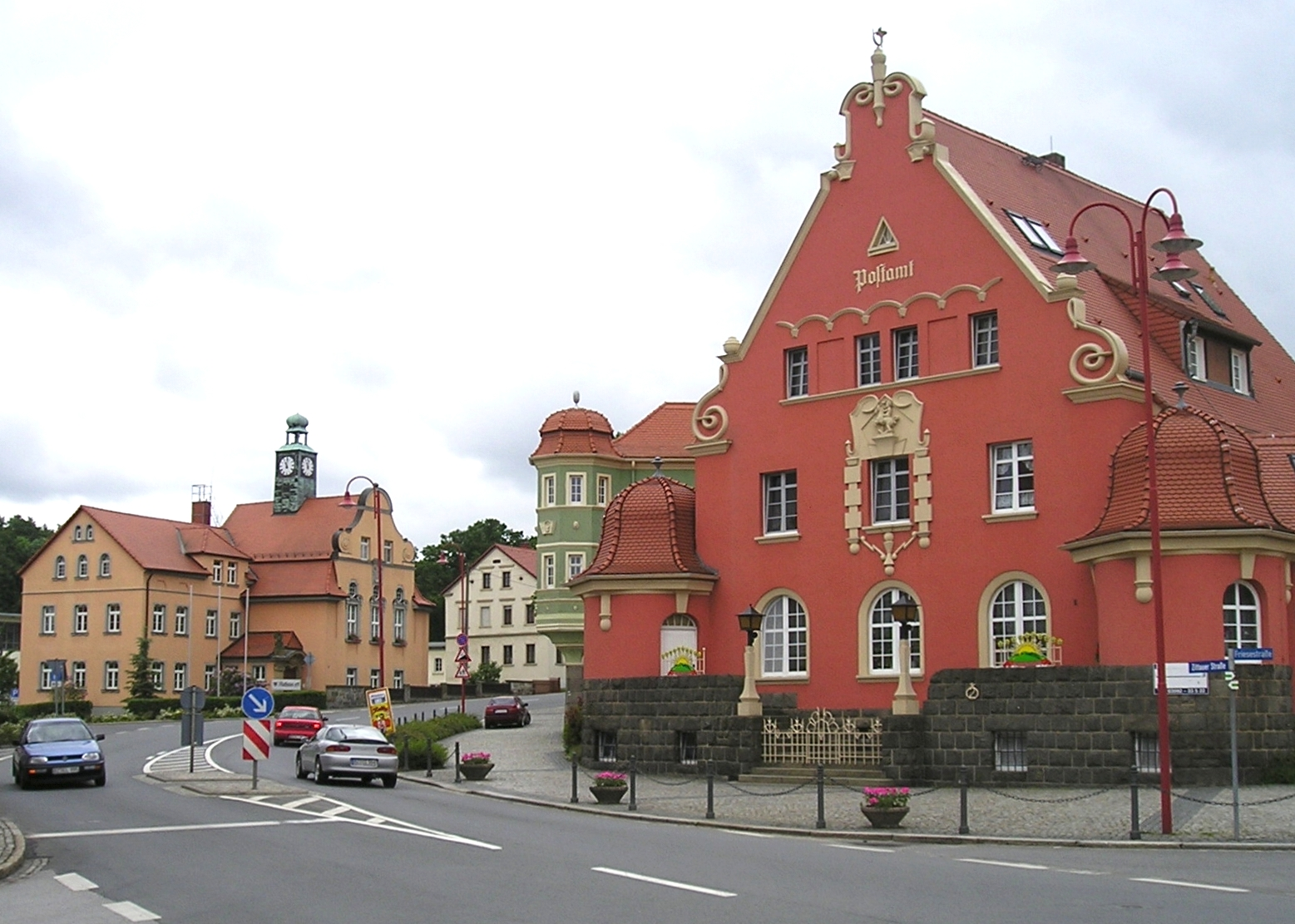
Um 1920/1925: Rathaus und Postamt in Kirschau (2005)
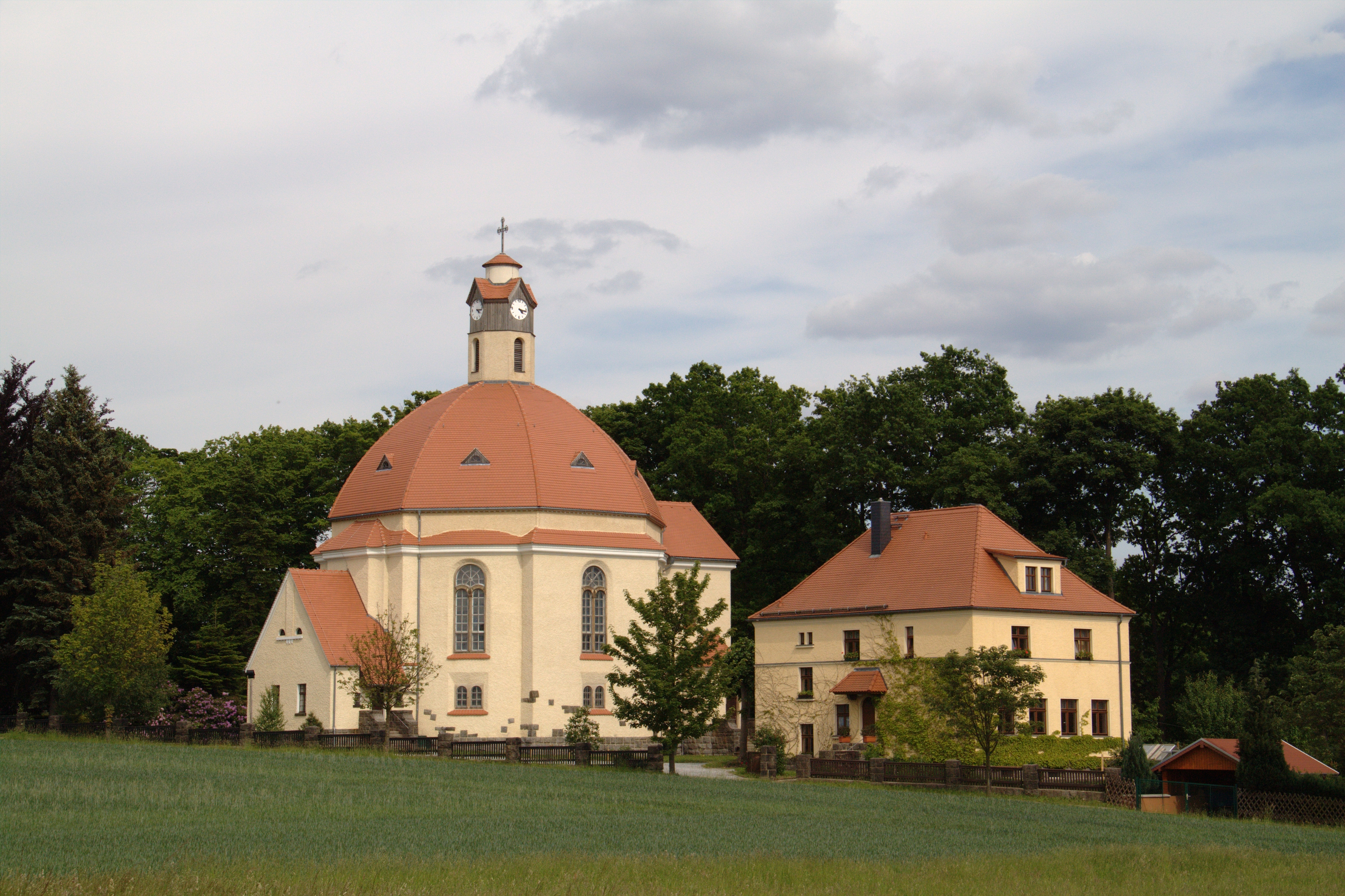
1922–1924: Johanneskirche mit Pfarrhaus in Kirschau (2012)
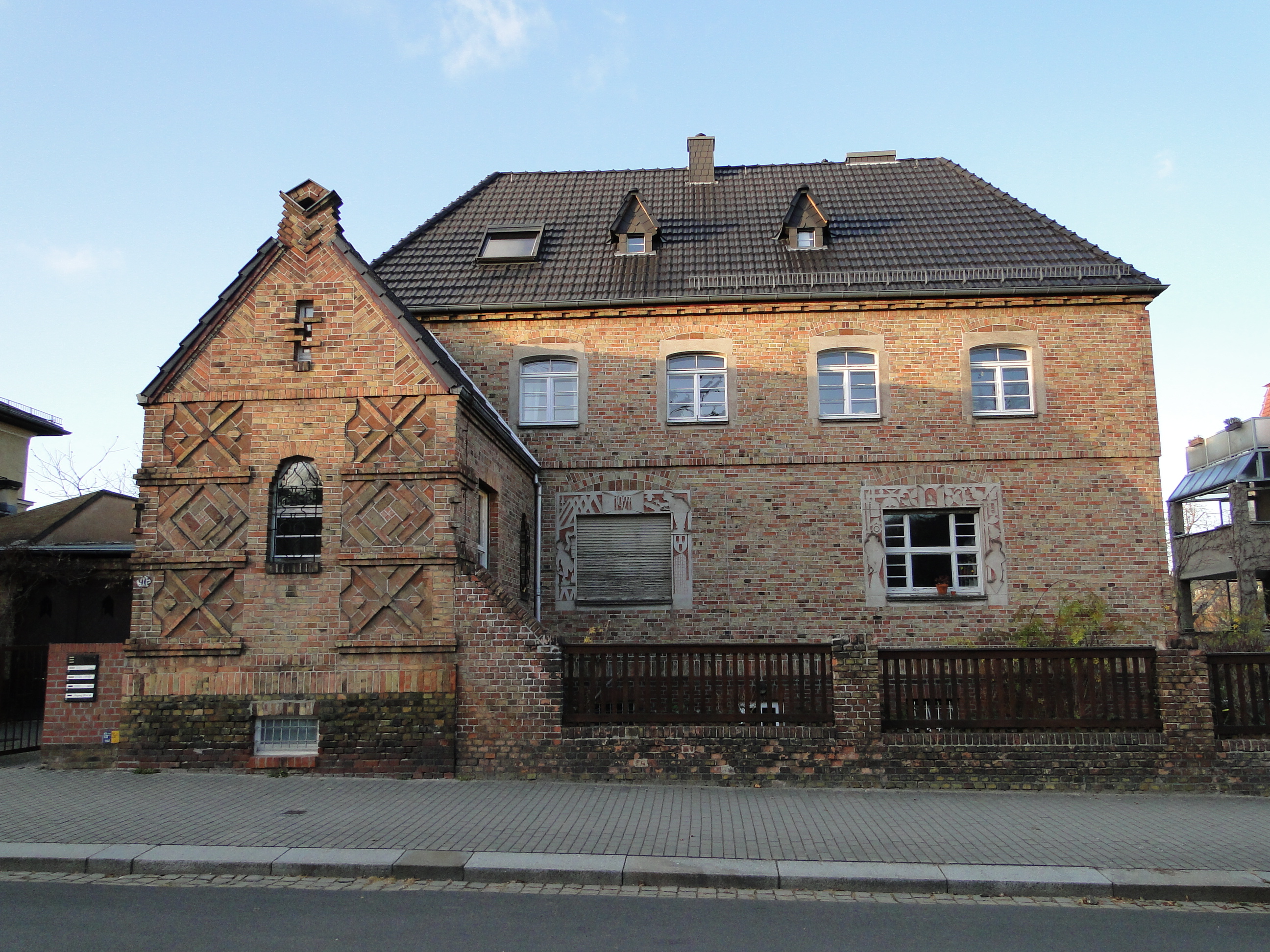
1927: Wohnhaus Zeunerstraße 90 in Dresden (2011)
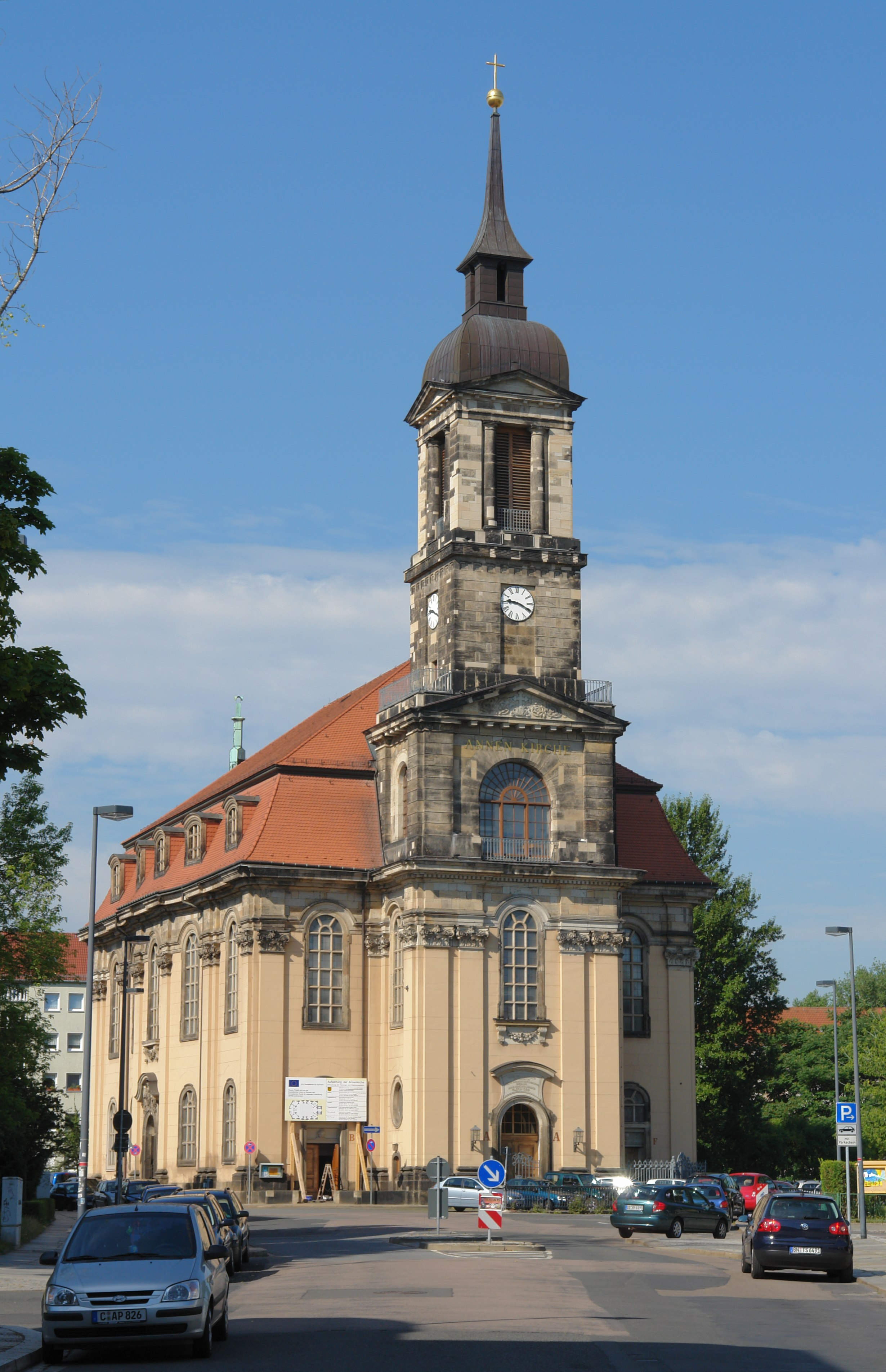
1939 und 1950: Annenkirche in Dresden (2010)